# Rui Gomes
Rui Pedro Ribeiro Fernandes Duarte Gomes, noto semplicemente come Rui Gomes (Braga, 4 settembre 1997), è un calciatore portoghese, attaccante svincolato.

## Carriera

### Club
Cresciuto nel settore giovanile del Vitória Guimarães, dal 2015 al 2018 ha totalizzato 37 presenze e 4 reti con la squadra riserve. Negli anni successivi si è alternato tra seconda e terza divisione con Gil Vicente, Mafra e União Leiria. Nell'agosto del 2021 è stato acquistato dai polacchi del Legia Varsavia, ma dopo una sola presenza in campionato, nel gennaio del 2022 è stato ceduto al Covilhã, formazione militante nella seconda divisione portoghese, contribuendo alla salvezza della squadra al termine della stagione. Il 31 maggio 2022 è stato acquistato dal Portimonense, firmando un contratto triennale. Ha esordito con la sua nuova squadra il 7 agosto successivo, in occasione dell'incontro di Primeira Liga perso 0-1 contro il Boavista.

### Nazionale
Nel 2016 ha giocato una partita con la nazionale portoghese Under-20, nella quale ha anche segnato una rete.

## Statistiche

### Presenze e reti nei club
Statistiche aggiornate al 5 settembre 2022.
| Stagione                   | Squadra                    | Campionato                 | Campionato | Campionato | Coppe nazionali | Coppe nazionali | Coppe nazionali | Coppe continentali | Coppe continentali | Coppe continentali | Altre coppe | Altre coppe | Altre coppe | Totale | Totale |
| Stagione                   | Squadra                    | Comp                       | Pres       | Reti       | Comp            | Pres            | Reti            | Comp               | Pres               | Reti               | Comp        | Pres        | Reti        | Pres   | Reti   |
| -------------------------- | -------------------------- | -------------------------- | ---------- | ---------- | --------------- | --------------- | --------------- | ------------------ | ------------------ | ------------------ | ----------- | ----------- | ----------- | ------ | ------ |
| 2015-2016                  | Vitória Guimarães B        | LdH                        | 2          | 0          |                 | -               | -               |                    | -                  | -                  |             | -           | -           | 2      | 0      |
| 2016-2017                  | Vitória Guimarães B        | LdH                        | 19         | 3          |                 | -               | -               |                    | -                  | -                  |             | -           | -           | 19     | 3      |
| 2017-2018                  | Vitória Guimarães B        | LdH                        | 16         | 1          |                 | -               | -               |                    | -                  | -                  |             | -           | -           | 16     | 1      |
| Totale Vitória Guimarães B | Totale Vitória Guimarães B | Totale Vitória Guimarães B | 37         | 4          |                 | -               | -               |                    | -                  | -                  |             | -           | -           | 37     | 4      |
| 2018-2019                  | Gil Vicente                | CdP                        | 22         | 5          | CP              | 0               | 0               |                    | -                  | -                  |             | -           | -           | 22     | 5      |
| 2019-2020                  | Mafra                      | LdH                        | 8          | 0          | CP+CdL          | 1+0             | 0               |                    | -                  | -                  |             | -           | -           | 9      | 0      |
| 2020-2021                  | União Leiria               | CdP                        | 23         | 3          | CP              | 2               | 1               |                    | -                  | -                  |             | -           | -           | 25     | 4      |
| 2021-gen. 2022             | Legia Varsavia             | EK                         | 1          | 0          | CP              | 0               | 0               | UCL+UEL            | 0                  | 0                  | SP          | -           | -           | 1      | 0      |
| gen.-giu. 2022             | Covilhã                    | LdH                        | 16+2       | 2+1        | CP+CdL          | 0               | 0               |                    | -                  | -                  |             | -           | -           | 18     | 3      |
| 2022-2023                  | Portimonense               | PL                         | 4          | 0          | CP+CdL          | 0               | 0               |                    | -                  | -                  |             | -           | -           | 4      | 0      |
| Totale carriera            | Totale carriera            | Totale carriera            | 113        | 15         |                 | 3               | 1               |                    | 0                  | 0                  |             | -           | -           | 116    | 16     |